# 內利山
22°41′55″S 67°45′17″W / 22.69861°S 67.75472°W

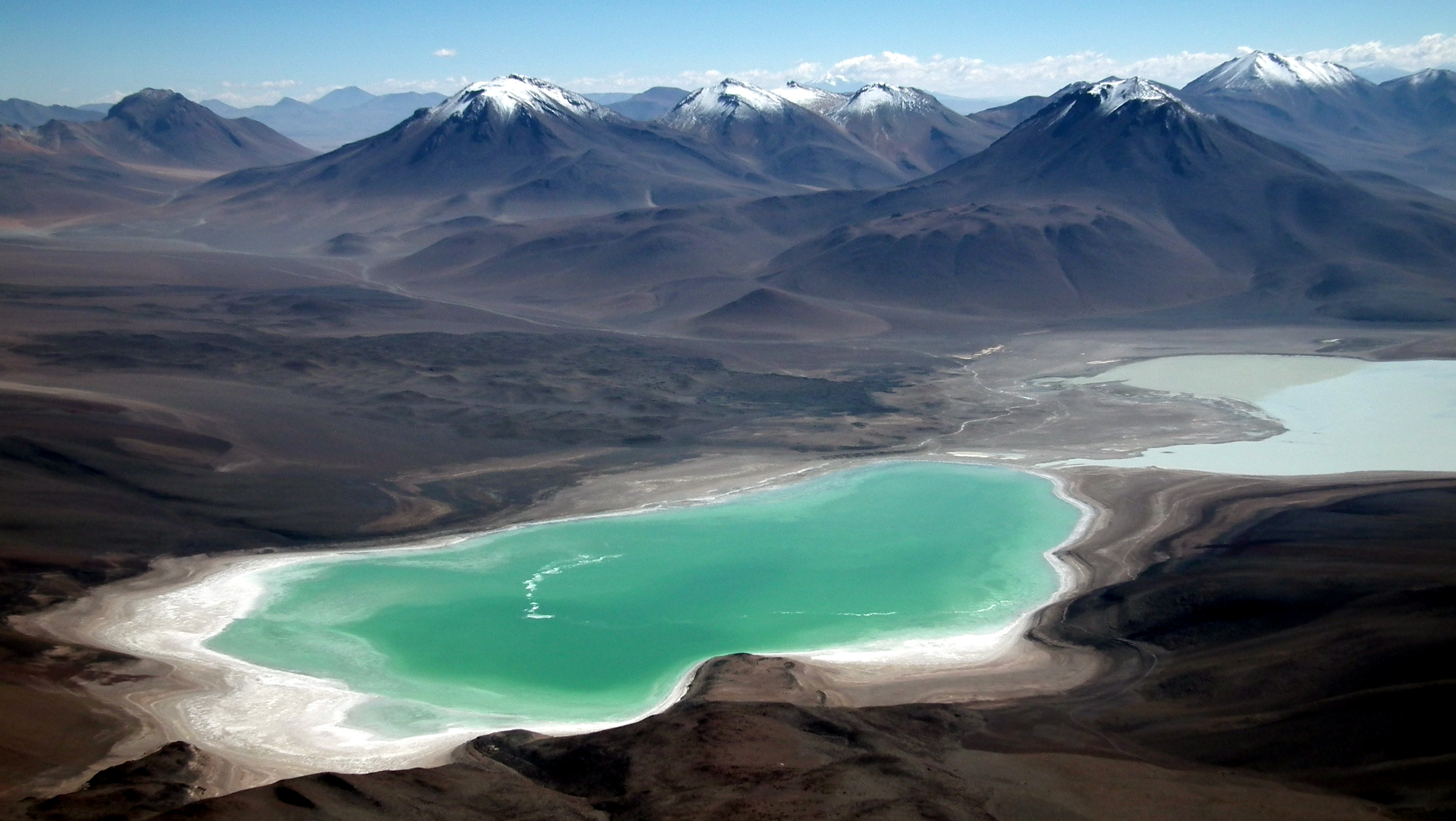

內利山（Mount Nelly），是玻利維亞的火山，位於該國西南部波托西省，屬於安第斯山脈中玻利維亞西部山脈的一部分，處於利坎卡武爾火山、韋爾德湖和布蘭卡湖東北面，海拔高度5,676米。